# افسانه افسونگر
افسانهٔ افسونگر (به کره‌ای: 인어아가씨; لاتین‌نویسی اصلاح‌شده: Ineo Agassi؛ انگلیسی: Miss Mermaid) نام یک درام کره‌ای محصول سال ۲۰۰۲ کرهٔ جنوبی است که شنبه تا چهارشنبه ساعت ۸ شب از شبکهٔ فارسی وان پخش می‌شد. البته نام اصلی این سریال دوشیزهٔ افسونگر است. این سریال، یکی از پرطرفدارترین سریال های کره‌ای بود که از شبکه فارسی وان پخش شد.

## خلاصه داستان
یون آریانگ (با بازی جانگ سئو هی) فیلمنامه‌نویس موفقی با گذشته‌ای تلخ است. زیرا پدرش با زن دیگری رابطه داشته و خانواده اش را ترک کرده، بعد از رفتن او برادرش از دنیا رفته و مادرش نابینا شده. آریانگ تمام دوران کودکی، از پدرش متنفر بوده و او را تقصیر کار تمام این اتفاقات می‌داند و تمام عمر در فکر انتقام گرفتن از خانواده جدید پدرش است؛ و سرانجام راهی برای انتقام از نامادری و نا خواهری اش می‌یابد. آریانگ فیلمنامه ای از زندگی مادرش می‌نویسد و نقش مادرش را به شیم سو جوآنگ (نامادری اش) می‌دهد تا او را دچار عذاب وجدان کند. نقشهٔ بعدی آریانگ این است که با فریب دادن جوآنگ (نامزد خواهر ناتنی اش) رابطهٔ آن‌ها را برهم زند. با اجرای هر نقشه او افراد زیادی آسیب می‌بینند… اما با ورود عشق به زندگی او انتقام نقش جزئی تری می‌یابد؛ و سرانجام آریانگ از تمام کارهایی که انجام داده پشیمان می‌شود.

## بازیگران
Kim Sung Min김성민 جوانگ
Jung Young Sook정영숙 مادر اریانگ
Kim Byung Gi / 김병기 پدر جوانگ
Sa Mi Ja사미자مادر بزرگ جوانگ
Kim Yong Rim김용림 مادر جوانگ
Go Doo Shim고두심مادر مامارین
Jung Bo Suk정보석ماماجون
L ee Jae Eun 이재은مامارین
Park Geun Hyung 박근형 پدر اریانگ
Woo Hee Jin우희진ییانگ
Han Hye Sook한혜숙مادر ییانگ
Jang Seo Hee장서희اریانگ

## جوایز
جایزه اصلی: جانگ سئو هی بخاطر بازی در سریال افسانه افسونگر
بهترین بازیگر زن: جانگ سئو هی
بهترین بازیگر مرد تازه‌وارد: کیم سانگ مین
مشهورترین بازیگر زن: جانگ سئو هی
بهترین بازیگر زن نقش دوم: وو هی جین
بهترین زوج: کیم سانگ تک و جانگ سئو هی
جایزه محبوبیت بین مردم: جانگ سئو هی
جایزه ویژه بازیگر مرد: جانگ یانگ سوک، هان هه سوک، پارک گئون یانگ

## عوامل
تهیه‌کننده: لی جی کپ
کارگردان: لی جو هوانگ
نویسنده: ای مسو هانگ